# Villa Martuzzi
Die Villa Martuzzi, richtiger Villa Martuzzi-Ripandelli, ist ein Landhaus aus dem 16. Jahrhundert, dessen Fassade in barockem Stil gehalten ist. Es liegt in der Via Frignanese 1261 im Ortsteil Campiglio der Gemeinde Vignola in der italienischen Region Emilia-Romagna. Durch seine Lage in den Hügeln in der Umgebung des Hauptortes Vignola mit Blick auf das Tal des Panaro dominiert es das Panorama von ihrer erhöhten Position aus.
Das Landhaus ist von bemerkenswerter historisch-kultureller Bedeutung und stellt darüber hinaus eines der besten Beispiele einer Adelsvilla auf dem Lande in der Emilia dar. Leider ist es auch für den sogenannten „Massenmord in der Villa Martuzzi“ bekannt, den die deutschen Truppen im Zweiten Weltkrieg an den Einwohnern der Siedlung begangen haben.

## Geschichte
Der ursprüngliche, viereckige Grundriss des Landhauses ist der Familie des Markgrafen Rangoni zuzuschreiben, einer Familie von altem Adel und Grundherren der umliegenden Gebiete (wie z. B. Castelnuovo Rangone), die das Haus zu ihrer Hauptsommerresidenz machten. Die ersten Bauarbeiten begannen im 16. Jahrhundert, aber bereits im 17. und dann wieder im 18. Jahrhundert gab es Umbauten. Beim Umbau im 18. Jahrhundert erhielt die Villa ihre heutige, barocke Fassade und die Korridore, die sie mit dem vorne liegenden Teil und dem großartigen, großen Hauptturm verbinden.
Das Landhaus blieb bis 1893 in Besitz der Markgrafen Rangoni, dann kaufte der Graf Edoardo Martuzzi, der bereits Jahrzehnte vorher den Kirchenstaat verlassen hatte, um sich der Sache der Vereinigung Italiens anzunehmen. Für das Anwesen, das auch viele Hektar umgebendes Land, Ställe und Felder enthielt, zahlte er eine große Summe Geldes.
Der Graf starb 1914 ohne männliche Erben (er hatte nur Töchter) und so fiel das Anwesen an den Ehemann der ältesten Tochter mit dem Familiennamen Ripandelli. Auf Betreiben des Grafen, der seinen Familiennamen erhalten wollte, führten die Nachkommen der Tochter und ihres Gatten einen doppelten Familiennamen und aus diesem Grunde wurde das Landhaus in „Villa Martuzzi-Ripandelli“ umbenannt.

### Massenmord in der Villa Martuzzi
Am Nachmittag des 23. Februar 1945 warfen drei alliierte Bomber sechs Bomben auf die Villa Martuzzi ab; zwei Bomben trafen den Südflügel des Gebäudes und zerstörten das benachbarte Kirchlein, die anderen fielen in den umgebenden Park. In den folgenden Tagen kamen einige Bewohner von Vignola in den großen Park der Villa, in dem, wie man annahm, einige Menschen eingesperrt und gefoltert worden waren. Am Morgen des 1. März 1945 fand man eine Grube von 2 Metern × 2 Metern Größe, die nach dem Abwurf einer der Bomben ans Licht kam; darin waren Körperteile zu sehen, und so begann man zu graben, nachdem man die Erlaubnis hierfür vom deutschen Kommando von Vignola erhalten hatte. In Gegenwart des Prätors von Vignola und anderer Würdenträger wurden 14 Leichen geborgen, die wegen des besonders rauen Klimas in diesem Winter gut erhalten waren. Am 9. März 1945 wurde eine zweite Grube gefunden, aus der drei Leichen geborgen wurden. Der Präfektenkommissar von Vignola präzisierte in seinem Bericht an die Stadt Modena, dass insgesamt 17 Leichen gefunden wurden, die später identifiziert werden konnten: Es handelte sich zu Zivilisten, die am 23. Dezember 1944 von der SS im Gebiet um Guiglia als Vergeltung für einen Angriff auf eine deutsche Einheit zwei Tage vorher umgebracht worden waren. Laut der Augenzeugen, die die Leichen gefunden hatten, trugen alle Körper Knochen- und Schädelbrüche, sowie andere Verletzungen. Diese Entdeckung stürzte die Familien und Angehörigen der Toten in Verzweiflung, die seither nichts mehr von ihren Verwandten gehört hatten und meinten, sie seien nach Deutschland zur Zwangsarbeit verbracht worden, so wie dies bereits vorher anderen Italienern geschehen war. Selbst auf die Bewohner von Vignola machten diese Ereignisse einen großen Eindruck; außerdem konnten sie den Grund für diese Rohheit nicht verstehen, der mehrere Angehörige ein und derselben Familie zum Opfer gefallen waren, darunter auch junge Mädchen. Auch heute ist das Motiv für die Gefangennahme und die barbarische Hinrichtung noch nicht geklärt; einige Familien könnten verdächtigt worden sein, die Resistenza unterstützt zu haben, aber viele andere Personen hatten keinerlei Verbindung zu einer patriotischen oder politischen Betätigung.

## Beschreibung
Das Landhaus wurde im Laufe der Zeit mehrmals umgebaut, was aber nicht seinen originalen Aufbau betraf, sondern auf die Ästhetik beschränkt blieb. Der älteste Teil in Form eines Quadrats hat einen großen Eingang (heute Nebeneingang), durch den man über eine große Marmortreppe ins Haus kommt, und trägt zwei kleinere Türme. In die barocke Hauptfassade ist der Hauptturm eingesetzt, der aus roten Mauerziegeln besteht und teilweise mit Efeu bedeckt ist, heute weniger als vor einigen Jahrzehnten.

### Park
Die Villa ist von einem großen Park umgeben, der eine bemerkenswerte Vielfalt von Obstbäumen und anderen Pflanzen zeigt: Meersenf, Walnussbäume, Kastanienbäume, Pappeln, Pinien, Nussbäume und Vogelkirschbäume, aber auch Zierpflanzen, wie Rosen, Gardenien und Hortensien, schmücken das Gelände um die Gebäude. Ein Teil des Parkes ist für die Kultivierung von blauen Trauben reserviert, aus denen die für die Region typischen Rotweine gemacht werden.
Vor der Fassade gibt es einen Brunnen aus Stein, der heute nicht mehr in Betrieb ist und als Pflanzcontainer dient, während sich neben dem Gebäude ein kleines Gewächshaus aus Ziegeln und Schmiedeeisen befindet, in dem exotische Pflanzen wachsen, die ein milderes Klima benötigen. Ein zweiter Brunnen, der vollkommen vernachlässigt und verschüttet war, wurde ans Licht gebracht und wird derzeit restauriert. Er ist rund und mit Quarzen verziert; er lag am oberen Ende einer Treppe, die es heute nicht mehr gibt, mit Blick auf den Eingang zum älteren Teil der Villa.